# Napoleon II.
Napoleon František Josef Karel Bonaparte (francouzsky Napoléon-François-Joseph-Charles Bonaparte, 20. březen 1811 Paříž – 22. červenec 1832 Vídeň) byl jediný legitimní syn francouzského císaře Napoleona I., který se měl stát jeho nástupcem jako Napoleon II. Při narození dostal titul římský král (roi de Rome), po otcově abdikaci byl pak nazýván princem z Parmy (1814–17). Zemřel ve Vídni jako vévoda zákupský (duc de Reichstadt, od roku 1818) na tuberkulózu hrtanu. Roku 1940 nechal Adolf Hitler přemístit sarkofág s jeho tělem do pařížské Invalidovny a pohřbít vedle jeho otce Napoleona I. Hitler si chtěl tímto činem získat sympatie Francouzů. Napoleon II. měl v Čechách přezdívku Orlík (francouzsky: l’Aiglon „orlí mládě“), kterou však získal posmrtně.

## Život

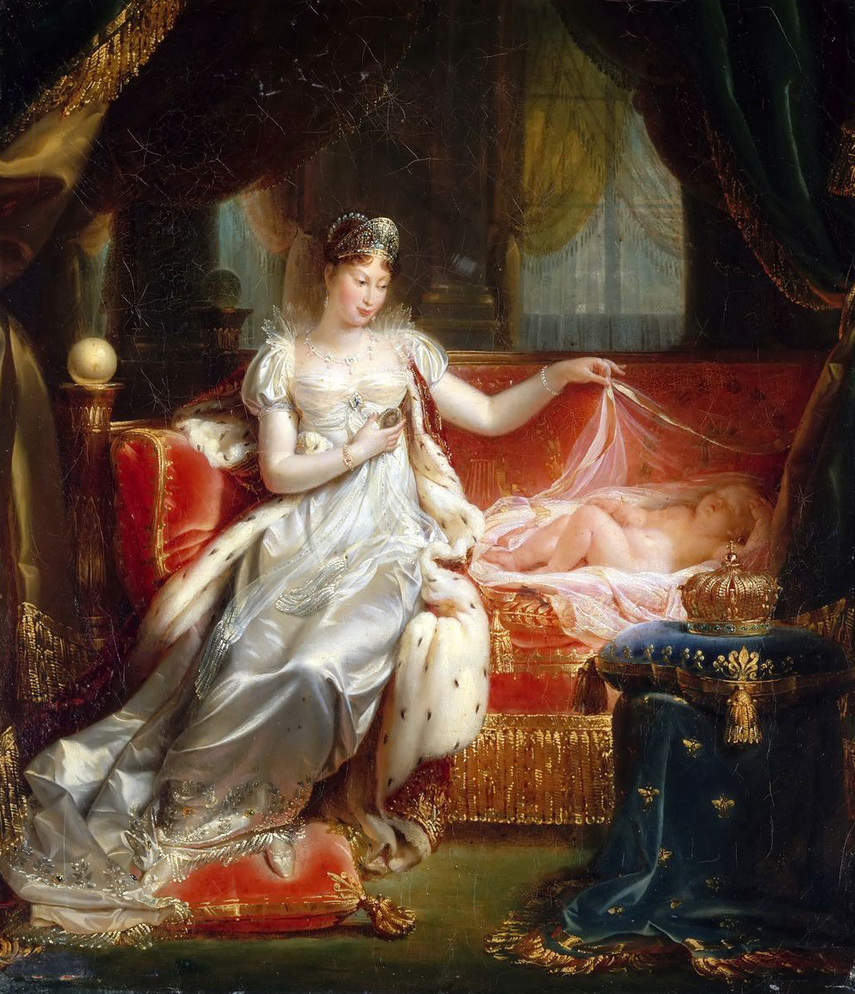
Malý římský král Napoleon s matkou

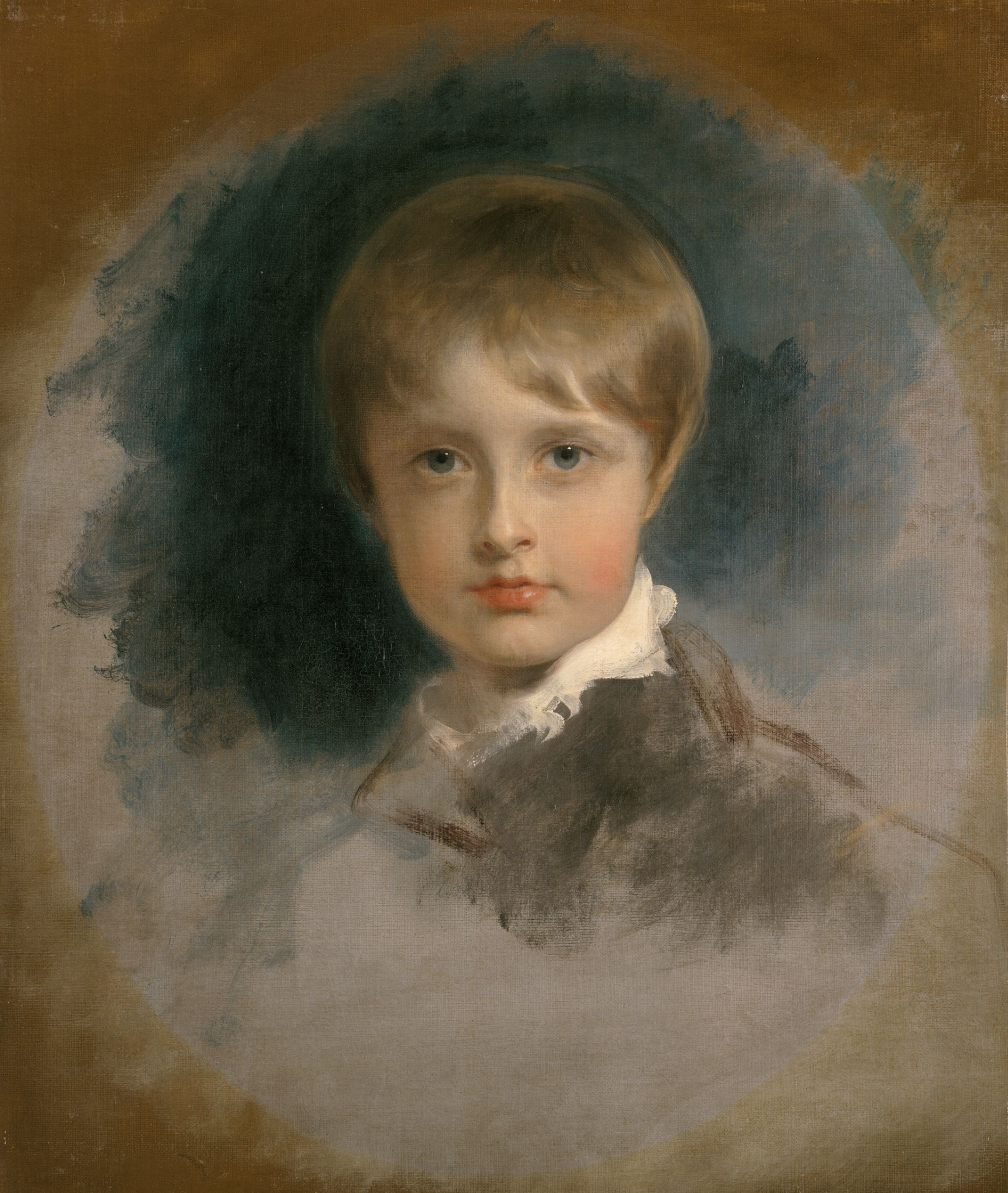
Napoleon František jako dítě, Thomas Lawrence, 1818/19

Napoleon František prožil první část života jako vytoužený korunní princ francouzského císaře, tu druhou pak jako obtížný vnuk císaře rakouského.

### Rodiče
Když se Napoleon I. stal francouzským císařem, byl na vrcholu své slávy. Dobře si však uvědomoval, že potřebuje dědice, kterého mu jeho manželka císařovna Josefína, ač z prvního manželství děti měla, porodit už nemůže. Z toho důvodu bylo nutné připravit císařův rozvod a francouzští agenti se začali poohlížet po vhodné nevěstě, která by císaři nejen porodila syna, ale také přinesla jeho domu vznešený původ. Poté, co ztroskotaly námluvy s ruskou velkokněžnou, byla navržena arcivévodkyně Marie Luisa z císařského rodu habsbursko-lotrinského, dcera rakouského císaře Františka I. Rakouská vojska už několikrát podlehla Napoleonově Grande Armée, proto se rakouský císař, podporovaný kancléřem Metternichem, považovaným za původce připravovaného sňatku, rozhodl svou dceru za Korsičana provdat. Sňatek Marie Luisy a Napoleona I. se uskutečnil 1. dubna 1810 v Louvru.

### Malý římský král
Porodní bolesti zastihly Marii Luisu při procházce s manželem v zahradách Tuilerií, večer 19. března 1811. Ihned se dostavilo 22 slavnostně oblečených šlechticů atd. (např. strýc Marie Luisy arcivévoda Ludvík), kteří čekali na narození dítěte v předpokoji a posléze měli potvrdit, že dítě nebylo podvrženo. Porod byl komplikovaný, protože dítě leželo v děloze napříč a matka sužovaná bolestmi se obávala, že bude obětována za dítě. Nakonec přišel 20. března 1811 krátce po deváté hodině na svět porodnickými kleštěmi chlapec, který nejevil známky života. Naštěstí začalo dítě po pár minutách v náručí doktora Corvisarta křičet. Na počest narození syna a následníka trůnu byla vypálena 101dělová salva. Ještě téhož večera byl chlapec pokřtěn na Napoleona Františka Karla Josefa. Slavnostní křest se konal o šest týdnů později. Otec udělil při narození malému Napoleonovi titul král římský a císař František Řád svatého Štěpána.

## Na císařském dvoře
Po porážce Napoleona I. a po jeho internaci na ostrově Elba se Marie Luisa podrobila žádosti svého otce Františka I. a svého manžela na Elbu nenásledovala. V květnu 1814 přijela i se synem do Vídně. Rozhodnutím Vídeňského kongresu se Marie Luisa stala vévodkyní italských států Parmy, Piacenzy a Guastally, kam odcestovala a svého čtyřletého syna nechala ve Vídni, aby se o něj staral jeho děd František I. Pod dohledem knížete Metternicha se z něj měl stát správný Rakušan. Jeho matka se znovu vdala, měla další děti a se synem se stýkala zřídka. Napoleonovi II. nebylo dovoleno, aby za matkou jezdil, i když by mu pobyt na jihu dělal dobře – od dětství měl plicní problémy. Napoleon II. zemřel 22. července 1832 ve věku 21 let na tuberkulózu hrtanu.

Na Vídeňském kongresu se evropské velmoci usnesly, že Napoleon II. nesmí užívat titul král římský a ani titul princ z Parmy. V roce 1816 bylo po intervenci jeho matky vytvořeno Zákupské vévodství, aby Napoleon II., mohl užívat titul vévoda zákupský. Zákupské vévodství bylo pro něj vytvořeno z panství Zákupy a zaniklo jeho smrtí roku 1832. V roce 1847 formálně převzal panství zpátky císař Ferdinand I. (jako český král Ferdinand V., zvaný Dobrotivý), který ho používal jako letní sídlo. Napoleon II. se během svého krátkého života do Zákup nikdy nepodíval. Na jeho památku byl po něm pojmenován na tamním náměstí před rokem 1939 postavený velký hotel.